# 佐賀県立三養基高等学校
佐賀県立三養基高等学校（さがけんりつ みやきこうとうがっこう）は、佐賀県三養基郡みやき町原古賀に所在する公立の高等学校。
文部科学省の学力向上フロンティアハイスクールに指定されており、英語に力を入れている。

## 概要
歴史
1919年（大正8年）に佐賀県立佐賀中学校の分校として設置され、翌1920年（大正9年）に独立。1948年（昭和23年）の学制改革により、新制高等学校となった。全日制農業科、家政科、普通科国際文化コースや定時制普通科、三川分校が存在した時期もあるが、現在では全日制課程普通科のみである。独立した1920年（大正9年）を創立年としており、2015年（平成27年）には創立95周年を迎えた。
設置課程・学科
全日制課程 普通科（定員1学年あたり200名（5学級））
校訓
「質実剛健」、「文武心三道一如」、「念ずれば花開く」
校章
3本の矢を組み合わせたものを背景にして、中央に「高」の文字を置いている。
校歌
歌詞は3番まであり、校名は歌詞中に登場しない。校歌としては珍しく、歌詞の中に掛け合いがある。また、校歌と別に応援歌がある。
入学試験
前期試験と後期試験を取り入れている。

## 沿革
- 1919年（大正8年）10月27日 - 佐賀県三養基郡中原村に「佐賀県立佐賀中学校 三養基分校」として設置される。
- 1920年（大正9年）
  - 1月30日 - 佐賀県立佐賀中学校から分離し、佐賀県立三養基中学校として独立することが認可される。
  - 4月10日 - 「佐賀県立三養基中学校」（旧制中学校）として開校。授業を開始。定員500名（10学級）。
    - 入学資格を尋常小学校を卒業した12歳以上の男子とし、修業年限を5年（現在の中1から高2に相当）とした。
- 1923年（大正12年）4月 - 校舎を改築。
- 1939年（昭和14年）10月 - 普通教室2、理科実験室、薬品室の増築が完成。
- 1940年（昭和15年）6月 - 西通用門を新設。
- 1943年（昭和18年）
  - 4月1日 - 中等学校令の施行により、この年の入学生から修業年限が4年となる。
  - 7月 - 講堂、購買部、宿直室、小使室を焼失。
- 1944年（昭和19年）4月1日 - 教育ニ関スル戦時非常措置方策により、中等学校令施行前に入学した生徒にも修業年限4年（実質の短縮）が適用されるようになる。
  - 1941年（昭和16年）に入学した4年生が4年の終了する1945年（昭和20年）3月に卒業することが決定する。
- 1945年（昭和20年）3月 - 1940年（昭和15年）入学の5年生と1941年（昭和16年）入学の4年生の合同卒業式を挙行。
- 1946年（昭和21年）4月 - 終戦により、修業年限が5年に戻る（ただし4年修了時点で卒業することもできた）。
- 1947年（昭和22年）4月1日 - 学制改革（六・三制の実施）が行われる。
  - 旧制中学校の募集を停止。
  - 新制中学校を併設（以下・併設中学校）し、旧制中学校1・2年修了者を新制中学校2・3年生として収容。
  - 併設中学校はあくまで経過措置として暫定的に設置されたため、改めて生徒募集が行われることはなく、在校生が2・3年生のみの中学校であった。
  - 旧制中学校の3・4年修了者はそのまま旧制中学校4・5年生として在籍した（ただし4年修了時点で卒業することができた）。
- 1948年（昭和23年）4月1日  - 学制改革により、旧制中学校が廃止され、新制高等学校「佐賀県立三養基高等学校」が発足。この時点では男子校であった。
  - 通常制（全日制課程）の普通課程（普通科）と農業課程（農業科）が設置される。
  - 旧制中学卒業者（5年修了者）を新制高校3年生、旧制中学4年修了者を新制高校2年生、併設中学校卒業者（3年修了者）を新制高校1年生として収容。
  - 併設中学校は旧制中学校から継承され、1941年（昭和21年）4月に旧制中学校へ最後に入学した3年生のみとなる。
- 1949年（昭和24年）
  - 3月 - 講堂が完成。併設中学校を廃止。旧制中学校から新制高等学校への移行が完了。
  - 4月1日 - 高校三原則に基づく公立高等学校再編に伴い、男女共学を実施。定時制普通課程を設置。
- 1953年（昭和28年）4月1日 - 通常制家庭課程（後に家政科）を設置。定時制三川分校を設置。
- 1957年（昭和32年）4月1日 - 本校定時制の募集を停止し、通常制普通科の定員を増員。
- 1959年（昭和34年）4月1日 - 定時制三川分校の募集を停止。
- 1960年（昭和35年）
  - 3月31日 - 本校定時制を廃止。
  - 7月17日 - 図書館が完成。
- 1962年（昭和37年）3月31日 - 定時制三川分校を廃止。
- 1963年（昭和38年）3月 - 校舎新築第1期工事（普通教室9）が完成。
- 1964年（昭和39年）2月 - 校舎新築第2期工事（普通教室9、被服室）が完成。
- 1965年（昭和40年）3月 - 校舎新築第3期工事（普通教室、自転車置き場）が完成。
- 1967年（昭和42年）8月 - 体育館が完成。
- 1969年（昭和44年）4月 - 管理棟が完成。
- 1974年（昭和49年）3月 - 柔剣道場が完成。
- 1976年（昭和51年）3月 - 特別教室棟が完成。
- 1978年（昭和53年）9月 - グラウンド整備事業が完成。
- 1980年（昭和55年）9月 - 創立60周年を記念して「養基会館」（同窓会館）が完成。
- 1981年（昭和56年）8月 - 文化部の部室が完成。
- 1983年（昭和58年）4月1日 - 普通科が中学区制に移行。
- 1991年（平成3年）
  - 3月 - 特別教室棟（理科室・図書室）等が完成。
  - 4月 - 家政科の募集を停止。
- 1993年（平成5年）3月31日 - 家政科を廃止。
- 1995年（平成7年）
  - 2月 - 正門を新設。体育館を改修。
  - 4月 - 「質実剛健」校訓碑を設置。
- 1996年（平成8年）4月1日 - 国際文化コースを設置。
- 1998年（平成10年）12月 - 管理棟を改修。
- 2000年（平成12年）3月 - 新部室棟が完成。
- 2008年（平成20年）4月 - 国際文化コースの募集を停止。
- 2010年（平成22年）3月31日 - 国際文化コースを廃止。
- 2014年（平成26年）2月 - 普通教室棟が完成。

## 著名な出身者
政治
- 田代富士男（1931年 - ） - 元公明党参議院議員。
- 牟田秀敏（1941年 - ） - 元鳥栖市長。
- 山本譲司（1962年 - ） - 元民主党衆議院議員。

軍人
- 板谷茂（1909年 - 1944年） - 海軍中佐。
- 板谷隆一（1911年 - 1991年） - 海軍中佐、第7代海上幕僚長、第5代統合幕僚会議議長。
- 松永市郎（1919年 - 2005年） - 海軍大尉。
- 広尾彰（1920年 - 1941年） - 九軍神の一人。

スポーツ
- 内川義高（1931年 - ） - 陸上競技（長距離走）選手、1952年ヘルシンキオリンピックマラソン代表。
- 中村日出夫（1968年 - ） - 元プロ野球選手。西武ライオンズ - 横浜ベイスターズ。
- 濵口遥大（1995年 - ） - プロ野球選手。横浜DeNAベイスターズ - 福岡ソフトバンクホークス。

芸能
- YUYA（1969年 - ） - ラジオパーソナリティ。
- 溝上たんぼ （1996年 - ）- お笑い芸人。新作のハーモニカ。

## 交通
最寄りの鉄道駅
- JR九州 長崎本線「中原駅」- 鳥栖方面、佐賀方面とも、30分に1本程度の普通列車がある。

最寄りのバス停留所
- 西鉄バス 「中原停留所」（西鉄久留米方面）

最寄りの幹線道路
- 国道34号・佐賀県道280号中津隈原古賀線「三養基高校入口」交差点

## 周辺
- みやき町役場中原庁舎
- 肥前中原郵便局
- 佐賀銀行中原支店
- 佐賀県立中原特別支援学校